# أندريس سيم
أندريس سييم  (بالإنجليزية: Andres Siim)‏ ( من مواليد 25 فبراير 1962) وهو مهندس معماري إستوني.
ولد أندريس سيم في تالين ، ودرس في المعهد الوطني للفنون في استونيا (أكاديمية الفنون الإستونية اليوم) في قسم الهندسة المعمارية. تخرج من المعهد في عام 1985.
يعمل أندريس في المكتب المعماري سيم & كريس.
ومن الأعمال البارزة التي قام بها أندريس سيم مركز نيسان في تالين والمكتب الرئيسي لبنك هانسابنك والمهجع الجديد لجامعة تارتو. أندريس سيم هو عضو في اتحاد المهندسين المعماريين الإستونيين.

## أعماله
- مركز نيسان في تالين، 1994 ، (مع هانو كريس)
- ملعب تامه 1997/98 (مع كرستل اوستنج)
- المكتب الرئيسي لبنك هانسبنك، 1999 (معكرستل اوستنج)
- مركز الخدمات اللوجستية في كيسكو ايستل، 2000
- مهجع جديد لجامعة تارتو ، 2001 (مع كرستل اوستنج)